# Severino Canavesi
Severino Canavesi (Gorla Maggiore, província de Varese, 27 de gener de 1911 - Gorla Maggiore, 30 de gener de 1990) va ser un ciclista italià que va combinar la carretera amb el ciclocròs. Fou professional entre 1931 i el 1949.
En el seu palmarès destaca el Campionat italià en carretera de 1945, així com i els Tre Valli Varesine de 1934 i la Coppa Bernocchi de 1941. Disputà deu edicions del Giro d'Itàlia, en el qual, tot i no guanyar cap etapa, finalitzà dues vegades tercer, dues quart i una cinquè.

## Palmarès
- 1929
  - 1r a la Coppa San Geo
- 1934
  -  Campió d'Itàlia de ciclocròs
  - 1r als Tre Valli Varesine
- 1941
  - 1r a la Coppa Bernocchi
- 1942
  - 1r a la Coppa Marin
- 1945
  -  Campió d'Itàlia en ruta
- 1950
  - 1r al Gran Premi Wolber

### Resultats al Giro d'Itàlia
- 1931. 14è de la classificació general
- 1934. No surt (2a etapa)
- 1936. 3r de la classificació general
- 1937. 4t de la classificació general
- 1938. 3r de la classificació general
- 1939. 4t de la classificació general
- 1940. 5è de la classificació general
- 1946. Abandona
- 1947. 19è de la classificació general
- 1948. Abandona